# Shein
Shein (правильне написання SHEIN, вимовляється двома складами, як англійська She In) — це онлайн-магазин модних і спортивних товарів із Сінгапуру, який працює на міжнародному рівні. Shein продає товари швидкої моди, які розроблені з високою швидкістю, виготовлені в Китаї та продаються за низькими цінами. Shein викликає міжнародні суперечки через свою бізнес-практику.
Компанію було засновано в Китаї у 2008 році Крісом Сю. Вона базувалася в Гуанчжоу, Китаї, перш ніж переїхати до Сінгапуру на початку 2020-х років. Shein не котирується на фондовій біржі та не публікує жодних річних звітів.

## Історія
Компанія Shein була заснована в Нанкіні у 2008 році. Початковий вебсайт бренду був Sheinside.com. До 2013 року Shein мав 100 співробітників і вже встиг створити свою штаб-квартиру в Гуанчжоу, в якій Shein використовує гнучку систему мережевих поставок, відому як «роздрібна торгівля в реальному часі».
У 2015 році компанія отримала назву «Shein» і почала орієнтуватися на зовнішні ринки. Щоб посприяти розширенню було агресивно розміщено рекламу в соціальних мережах.
9 травня 2020 року Shein провів віртуальний промо-концерт під назвою SHEIN Together, у якому взяли участь артисти Кеті Перрі, Ліл Нас Ікс і Доджа Кет.
Станом на травень 2021 року Shein був найбільш завантажуваним застосунком для покупок у Сполучених Штатах. Згідно з аналізом британського сайту порівняння цін, у 2022 році Shein став модним брендом, який найчастіше шукали в Google у понад 120 країнах.
Shein переніс свою холдингову компанію до Сінгапуру. Вартість компанії станом на травень 2023 року оцінювалася в 66 мільярдів доларів.
За деякими даними, компанія планувала вийти на біржу в США у 2023 році, що Shein офіційно спростував. Зазначається, що під час раунду фінансування в березні 2023 року Mubadala Investment і Tiger Global Management приєдналися до існуючих інвесторів General Atlantic і Sequoia Capital China. У Сполучених Штатах деякі компанії, приватні особи та організації запустили кампанію «Закрити Shein», яка описує Shein як загрозу зовнішній безпеці США та звинувачує компанію в численних порушеннях законодавства. Крім того, компанія посилює в громадян відчуття загрози від впливу Китайської Народної Республіки. На початку травня американські законодавці закликали Комісію з цінних паперів і бірж (SEC) провести незалежне розслідування можливої примусової праці в мережі поставок Shein. Міністр економіки Франції Бруно Ле Мер заявив після публічних дебатів у червні, що він доручив агентству із захисту прав споживачів DGCCRF розслідувати порушення швидкої моди та Shein зокрема. Це мало стосуватись не лише екологічних проблем, а також безпеки продукції та обґрунтованості цін.
У травні 2023 року Shein запустив онлайн-маркетплейс у США, Мексиці та Бразилії. Наприкінці червня 2023 року агентство Reuters повідомило, що Shein подав заявку на розміщення на фондовій біржі. Компанія заперечує це, а SEC не коментує. Наприкінці серпня Shein розпочав співпрацю з SPARC Group (спільним підприємством Authentic Brands і Simon Property), що призвело до розширення співпраці з Forever 21. Наприкінці жовтня Shein придбав британський бренд швидкої моди Missguided у Frasers Group. У листопаді ділові ЗМІ повідомили, що Shein подав конфіденційну заявку на розміщення в Нью-Йорку. На початку 2024 року з'явилися припущення, що Shein також може вийти на Лондонську фондову біржу. Фінансові звіти за 2023 рік Shein також не опублікував. Згідно з конфіденційними джерелами, продажі компанії склали 45 мільярдів доларів, а прибуток — 4 мільярди доларів. Це зробило його найбільшим роздрібним продавцем одягу в світі.
Напередодні можливого IPO в Європі Shein найняв колишнього єврокомісара Гюнтера Еттінгера як лобіста та «незалежного консультанта».

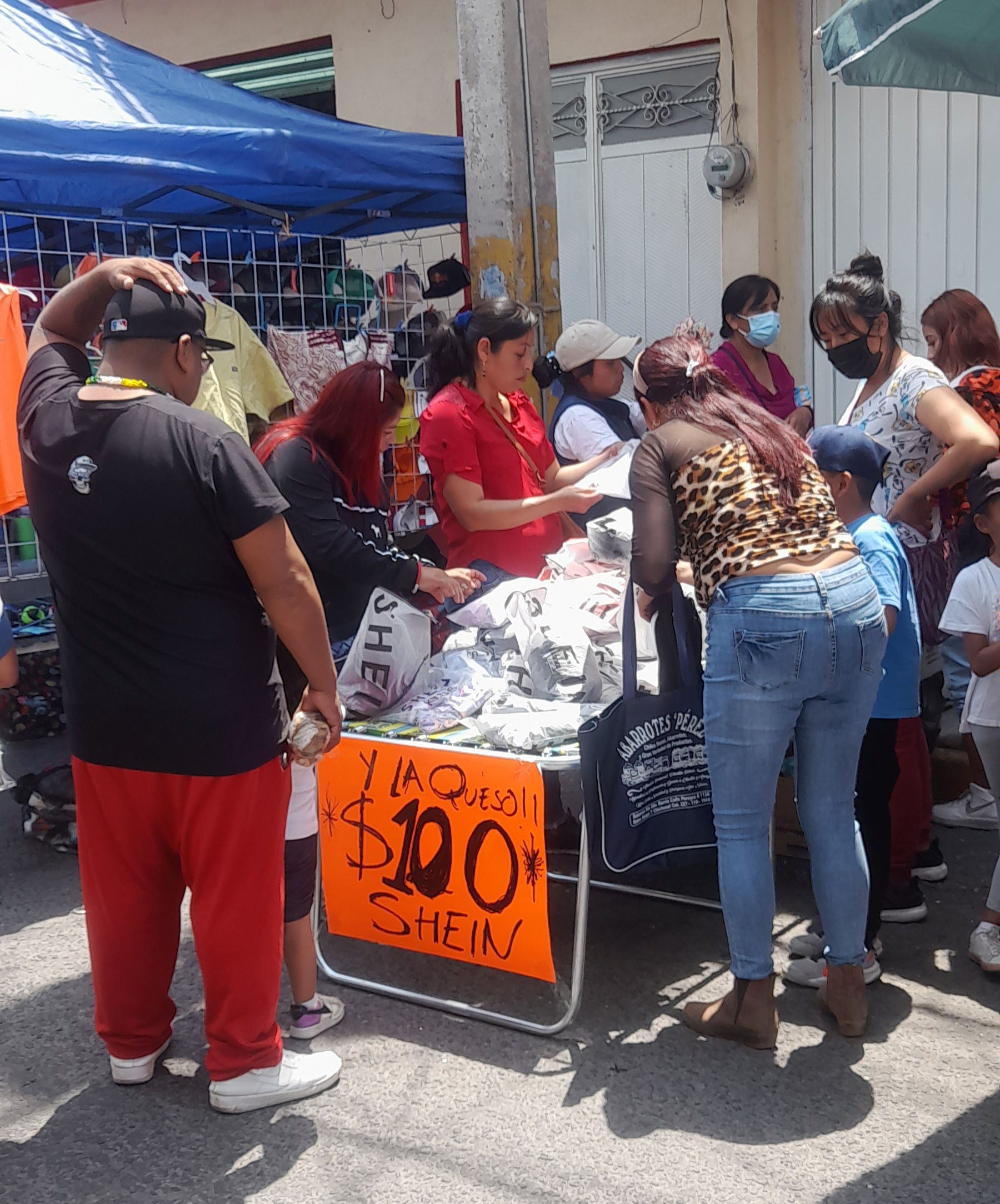
Продаж одягу SHEIN на вуличному ринку в Мексиці

## Критика

### Погана якість, ризики для здоров'я та відсутність відповідального ставлення до екології
Shein піддається критиці через відсутність відповідального ставлення до екології. За словами Рене Іттена з Цюріхського університету прикладних наук, споживання палива для доставки продукції літаком, що є основою для швидкої доставки продукції в Shein, у п'ятдесят разів вище, ніж на кораблі. Також часто критикують низьку якість одягу та труднощі з доставкою. У листопаді 2022 року лабораторне дослідження 47 текстильних виробів, закуплених у Shein проведене на замовлення Greenpeace, показало, що небезпечні хімікати були виявлені в 96 % усіх продуктів, навіть «небезпечні хімікати в шкідливих кількостях» у 32 % усіх товарів. За словами експертів Greenpeace, знайдені важкі метали, покриття та пластифікатори можуть викликати подразнення шкіри, алергічні реакції, а у високих концентраціях навіть захворювання печінки чи гормональні порушення.
Під час тестування продуктів, пропонованих Shein у 2024 році, органи охорони здоров'я Південної Кореї виявили перевищення дозволених норм забруднюючих речовин (напр. формальдегід і фталати) більш ніж у сто разів більше. Shein відповів на звинувачення, зазначивши, що активно співпрацює з міжнародними контрольним організаціями для проведення регулярного відбору зразків продукції. Компанія підкреслила, що ці вибірки здійснюються на основі оцінки ризику, щоб гарантувати відповідність товарів стандартам безпеки.
У червні 2023 року компанія Les Amis de la Terre France опублікувала дослідження, згідно з яким Shein пропонував у травні в середньому 7200 нових виробів на день. Ця велика кількість має руйнівні соціальні та екологічні наслідки. Крім того, Shein стимулює конкуренцію для виробництва все нових і нових моделей, що призводить до безпрецедентного перевиробництва. Shein випускає близько 470 000 нових моделей на місяць, що в 900 разів більше, ніж середня французька модна мережа.

### Погані умови праці
Згідно з дослідженням Reuters, компанія порушила британський Закон про сучасне рабство, який покликаний запобігти примусовій праці серед постачальників. Тому Шейн представив лише неповні ланцюги поставок і заявив про сертифікати, яких ніколи не було. Наприкінці 2021 року неурядова організація Public Eye опублікувала дослідження про постачальників Shein у Гуанчжоу у співпраці з місцевою організацією з прав людини. Shein організовує виробництво в неформальних, малих майстернях (потогінних цехах) у районі Панью. Багато працівників, здебільшого трудові мігранти з бідніших провінцій Китаю, не мають офіційних трудових контрактів, працюють без соціального забезпечення і отримують оплату за кожну одиницю продукції, часто без гарантованої мінімальної заробітної плати. Їхній робочий тиждень триває понад 75 годин, що є надзвичайно виснажливим. Згідно з дослідженням, швейна промисловість та виробництво більш складних деталей в основному відбувається в Гуанчжоу, тоді як простіші етапи виробництва були б перенесені в Цзянсі, Гуансі або Хунань. Замовлення Shein часто дуже маленькі. Shein дуже ефективно організовує ланцюги поставок своїх постачальників і субпідрядників за допомогою комп'ютерних систем, проте не контролює, чи дотримуються вони власного кодексу належної поведінки. Повідомляється, що трудове законодавство Китаю також було порушено на центральному складі Shein Ambo у Фошані, який належить американській компанії Prologis.
Після того, як наприкінці 2022 року Bloomberg опублікував дослідження з цього приводу, Shein звинуватили у використанні бавовни із Сіньцзяну. Відповідно до Закону про запобігання примусовій праці уйгурів, він вважається продуктом примусової праці в Сполучених Штатах і не може бути імпортований, якщо компанія не доведе протилежне. Shein каже, що не має постачальників у Сіньцзяні.

### Додаткова критика
Як компанію швидкої моди Shein критикували за ігнорування авторських прав і копіювання дизайнів інших брендів моди. У 2018 році Levi Strauss & Co. подала до суду на компанію за копіювання джинсового захищеного правом власності шва. Справа була вирішена в позасудовому порядку.
У 2018 році хакери викрали дані з 6,4 мільйона акаунтів клієнтів Shein. У червні 2020 року Shein був серед китайських застосунків, заборонених в Індії з міркувань національної безпеки та ймовірних порушень конфіденційності. У жовтні 2022 року суд Нью-Йорка оштрафував власника сайту на 1,9 мільйона доларів (1,69 мільйона євро). BBC-Литва повідомила, що генеральний прокурор Летиція Джеймс заявила, ніби компанія Zoetop збрехала щодо масштабів порушення, вказавши лише на невелику частину постраждалих клієнтів.
Також Shein критикують за можливий розвиток залежності у молоді.